# جيمس فرنسيس روس
جيمس فرنسيس روس (بالإنجليزية: James Francis Ross)‏ هو فيلسوف أمريكي، ولد في 9 أكتوبر 1931 في بروفيدنس في الولايات المتحدة، وتوفي في 12 يوليو 2010 في ليتل كومبتون في الولايات المتحدة.